# El Salvador i olympiska sommarspelen 1984
El Salvador deltog i de olympiska sommarspelen 1984 med en trupp bestående av 10 deltagare, men ingen av landets deltagare erövrade någon medalj.

## Brottning
Fristil
| Brottare       | Gren              | Kval               | Kval               | Kval             | Kval             | Kval             | Kval             | Final            | Placering |
| Brottare       | Gren              | Omgång 1           | Omgång 2           | Omgång 3         | Omgång 4         | Omgång 5         | Omgång 6 / 7     | Final            | Placering |
| -------------- | ----------------- | ------------------ | ------------------ | ---------------- | ---------------- | ---------------- | ---------------- | ---------------- | --------- |
| Gustavo Manzur | Lättvikt, fristil | Singh (IND) L 0–14 | Knosp (FRG) L 2:34 | Gick inte vidare | Gick inte vidare | Gick inte vidare | Gick inte vidare | Gick inte vidare | AC        |

Grekisk-romersk stil
| Brottare       | Gren                             | Kval                  | Kval             | Kval             | Kval             | Kval             | Kval             | Final            | Placering |
| Brottare       | Gren                             | Omgång 1              | Omgång 2         | Omgång 3         | Omgång 4         | Omgång 5         | Omgång 6 / 7     | Final            | Placering |
| -------------- | -------------------------------- | --------------------- | ---------------- | ---------------- | ---------------- | ---------------- | ---------------- | ---------------- | --------- |
| Gustavo Manzur | Fjädervikt, grekisk-romersk stil | Dietsche (SUI) L 0–12 | Kim (KOR) L 0:20 | Gick inte vidare | Gick inte vidare | Gick inte vidare | Gick inte vidare | Gick inte vidare | AC        |

## Friidrott
Herrar
| Idrottare     | Gren                        | Heat     | Heat      | Kvartsfinal      | Kvartsfinal      | Semifinal        | Semifinal        | Final            | Final            |
| Idrottare     | Gren                        | Resultat | Placering | Resultat         | Placering        | Resultat         | Placering        | Resultat         | Placering        |
| ------------- | --------------------------- | -------- | --------- | ---------------- | ---------------- | ---------------- | ---------------- | ---------------- | ---------------- |
| Aldo Salandra | Herrarnas 100 meter         | 11,31    | 7         | Gick inte vidare | Gick inte vidare | Gick inte vidare | Gick inte vidare | Gick inte vidare | Gick inte vidare |
| Aldo Salandra | Herrarnas 200 meter         | 22,90    | 7         | Gick inte vidare | Gick inte vidare | Gick inte vidare | Gick inte vidare | Gick inte vidare | Gick inte vidare |
| René Lopez    | Herrarnas 400 meter         | 48,71    | 8         | Gick inte vidare | Gick inte vidare | Gick inte vidare | Gick inte vidare | Gick inte vidare | Gick inte vidare |
| Luis Campos   | Herrarnas 20 kilometer gång | i.u.     | i.u.      | i.u.             | i.u.             | i.u.             | i.u.             | 1:48:45          | 37               |

Damer
| Idrottare      | Gren                 | Heat     | Heat      | Semifinal | Semifinal | Final            | Final            |
| Idrottare      | Gren                 | Resultat | Placering | Resultat  | Placering | Resultat         | Placering        |
| -------------- | -------------------- | -------- | --------- | --------- | --------- | ---------------- | ---------------- |
| Kriscia García | Damernas 1 500 meter | i.u.     | i.u.      | 4:38,00   | 12        | Gick inte vidare | Gick inte vidare |
| Kriscia García | Damernas 3 000 meter | 9:42,28  | 9         | i.u.      | i.u.      | Gick inte vidare | Gick inte vidare |

## Judo
Herrar
| Idrottare    | Gren                    | Åttondelsfinal        | Kvartsfinal             | Semifinal            | Återkval 1           | Återkval 2           | Återkval 3           | Final / BM           | Final / BM |
| Idrottare    | Gren                    | Motståndare Resultat  | Motståndare Resultat    | Motståndare Resultat | Motståndare Resultat | Motståndare Resultat | Motståndare Resultat | Motståndare Resultat | Rank       |
| ------------ | ----------------------- | --------------------- | ----------------------- | -------------------- | -------------------- | -------------------- | -------------------- | -------------------- | ---------- |
| Fredy Torres | Herrarnas halv lättvikt | Sergio Sano (BRA) L   | Gick inte vidare        | Gick inte vidare     | Gick inte vidare     | Gick inte vidare     | Gick inte vidare     | Gick inte vidare     | =20        |
| Juan Vargas  | Herrarnas lättvikt      | Auck Kalwihzi (ZAM) W | Byeong-Keun Ahn (KOR) L | Gick inte vidare     | Kieran Foley (IRL) L | Gick inte vidare     | Gick inte vidare     | Gick inte vidare     | =9         |